# إكمال المعلم بفوائد صحيح مسلم
إكمال المعلم بفوائد صحيح مسلم. اسم كتاب شرح صحيح مسلم للقاضي عياض واحدٌ من كتب الدراية الفريدة وواحدٌ من مصنفات القاضى عياض الكثيرة المفيدة.
وقد ألف هذا الكتاب إكمالاً لكتاب المعلم بفوائد مسلم للمازري، وتلبيةً أيضاً لرغبة كثيرٍ من تلاميذه الذين التمسوا منه أثناء تدريسه لصحيح مسلم أن يشرح الكتاب شرحاً مستقلاً؛ نظراً لكثرة ما يبديه لهم ويذكره من الفوائد والشوارد والنفائس، فاعتذر أولاً لانشغاله بالقضاء، ثم لما ترك القضاء اتجه إلى التأليف، وعزم في البداية على تأليف كتاب مستقل في شرح مسلم؛ لكنه رأى أن من العدل والإنصاف لسابقيه أن يجعل الكتاب مكملاً للنقص الكثير الوارد في المعلم، مع اعتماده أيضاً على تقييد المهمل للجياني، لا شك أن الاعتراف بالسابق أمر مهم ينبغي أن يربى عليه الطلبة، فإذا كان هذا من مثل القاضي عياض الذي يستطيع أن يؤلف ابتداءً أفضل مما كتبه تبعاً فكيف بمن هو دونه!
القاضي عياض - رحمه الله- شرح ما لم يتعرض إليه المازري من متون الأحاديث ببيان المعاني وضبط الألفاظ، واستنباط الأحكام والفوائد وبيان الغامض، وأكمل ما قصر فيه المازري من كلام على بعض الرجال والأسانيد والعلل، ووضح أيضاً كلام المازري والجياني، واستدرك، وصحح عند الحاجة. والكتاب شرْح مصدَّر بالقول، يورد ما يريد أن يشرحه من الصحيح بعد كلمة «قوله»، كما هو الشأن في كثير من الشروح.
في مقدمة الكتاب ذكر القاضي عياض -رحمه الله- السبب الباعث على التأليف، وأنه اعتمد على كتاب المازري وكتاب (تقييد المهمل) لأبي علي الجياني، ثم ذكر أسانيده التي يروي بها صحيح مسلم، ثم بدأ ينقل ما في المعلم مع تعقيبه وتتميمه وتكميله لكلامه، ويلقب المازري بالإمام، فإذا قال القاضي عياض: «قال الإمام»، فمراده المازري. يشير إلى صحيح مسلم بلفظ «الأم»، فيقول: «ذكر في الأم»، أو «جاء في الأم».
ثم ساق ترجمةً مختصرةً في عيون من أخبار الإمام مسلم، وبيان فضل كتابه وقيمته، وثناء الأئمة عليه، ثم شرح المقدمة شرحاً وافياً، ثم بدأ بشرح كتاب الإيمان، ثم الطهارة وهكذا إلى آخر الصحيح.
ولا يسوق متن الصحيح كامل، كما هي عادة غالب الشراح، وإنما يورد منه ما يريد شرحه فقط، والطبعات الجديدة تورد الصحيح كامل، وهو أيضاً لا يضع تراجم للأبواب، وإنما يترجم أحياناً إذا كان الحديث طويلاً فيقول: باب حديث كذا، أو ذكْر حديث كذا، مثل: «ذكْر حديث الإسراء»، «ذكْر حديث التيمم»، وما أشبه ذلك.
جمع القاضي في الشرح بين طريقة الشرح بالمأثور وبين النقد والتمحيص، فيبين المراد من الحديث، ويذكر ما له علاقة به من آيةٍ أو حديث آخر، أو ما أشبه ذلك، ويذكر ما يروى في ذلك عن السلف الصالح، فقد اعتمد أساساً في بيان المعاني على الكتاب والسنة والآثار ولغة العرب، كما أنه استفاد من الشراح السابقين كابن عبد البر في التمهيد، والمهلب في شرح البخاري، والخطابي في معالم السنن، والباجي في المنتقى، والداودي في شرح البخاري، وغير ذلك، هذه من أهم مصادر القاضي عياض في شرحه، وهو مع ذلك لم يكن مجرد ناقل، بل كان ناقداً بصيراً ممحصاً خبيراً، فكثيراً ما يتعقب غيره بإصلاح الغلط، وبيان الوهم.